# Łęki (Myślenice)
Pour les articles homonymes, voir Łęki.
Łęki est un village polonais de la gmina de Myślenice dans le powiat de Myślenice et dans la voïvodie de Petite-Pologne. Il se situe à environ 7 km à l'est Myślenice et à 27 km au sud de la capitale régionale Cracovie.